# Gazprom-OGU Orenburg
Gazprom-OGU Orenburg je hokejový tým z Orenburgu z Ruska, který hraje v druhé ruské lize (Všeruská hokejová liga). Klub hraje v aréně Zvjozdnyj ledovyj dvorec. V barvách má červenou, černou a bílou. Tým byl založen roku 1998.  

## Údaje
- Liga: 
  - 1998-2003 - Druhá ruská hokejová liga
  - 2003-2007 - První ruská hokejová liga
  - 2007-2010 - Všeruská hokejová liga
  - 1998-2003 - Mládežnická hokejová liga